# Nathuram Godse

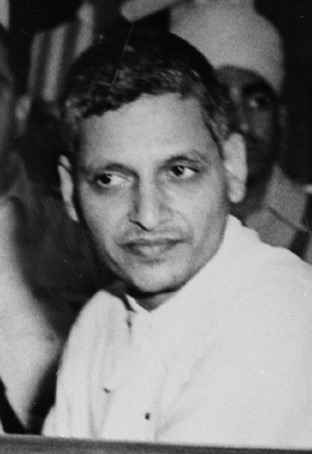
Nathuram Godse

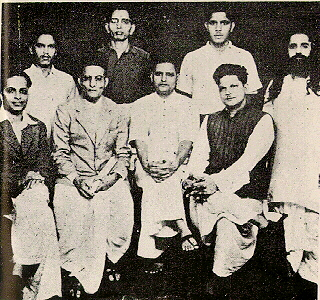
Groepsfoto van de verdachten van de moord op Mahatma Gandhi. Staand: Shankar Kistaiya, Gopal Godse, Madanlal Pahwa, Digambar Badge. Zittend: Narayan Apte, Vinayak D. Savarkar, Nathuram Godse, Vishnu Karkare

Nathuram Vinayak Godse (Marathi: नथूराम विनायक गोडसे) ( Baramati, 19 mei 1910 – Ambala, 15 november 1949) was de moordenaar van Mahatma Gandhi.
Nathuram Godse was een radicale hindoe die waarschijnlijk banden had met rechtse organisaties waaronder Mahasabha. Op 30 januari 1948 werd Gandhi, op weg naar een gebedsdienst in New Delhi, doodgeschoten door Godse. Godse en zijn medeverdachte Narayan Apte werden veroordeeld en op 15 november 1949 geëxecuteerd. Vinayak Damodar Savarkar, de voorzitter van de Mahasabha, werd beschuldigd de opdracht te hebben gegeven, maar hij werd vrijgelaten bij gebrek aan bewijs.
Godse gaf als reden voor zijn daad dat hij er vast van was overtuigd dat de absolute ahimsa die Gandhi voorstond uiteindelijk zou leiden tot verzwakking van de Hindoegemeenschap. De leden van de samenzwering vonden dat hij het ontstaan van Pakistan en de splijting van het verenigd India had veroorzaakt met zijn pleidooi voor religieuze tolerantie.
Het in 2021 verschenen boek 'The Murderer, The Monarch and The Fakir: A New Investigation of Mahatma Gandhi's Assassination' gaat in op de voorbereidingen en omstandigheden van de moord.